# Canton de Villecresnes
Le canton de Villecresnes est une ancienne division administrative française située dans le département du Val-de-Marne et la région Île-de-France.
Le canton est supprimé lors du redécoupage cantonal de 2014 en France, et son territoire est intégré dans le nouveau canton du Plateau briard.

## Histoire
Le canton de Villecresnes, qui comprenait les communes Villecresnes, Limeil-Brévannes, Mandres-les-Roses, Marolles-en-Brie, Périgny, Santeny,  a été créé lors de la mise en place du département du Val-de-Marne par le décret du 20 juillet 1967.
Le décret du 24 décembre 1984 en modifie la composition, désormais constitué des communes de Mandres-les-Roses, Marolles-en-Brie, Périgny, Santeny et Villecresnes , Limeil-Brévannes ayant été rattaché au canton de Boissy-Saint-Léger.
Un nouveau découpage territorial du Val-de-Marne entré en vigueur à l'occasion des premières élections départementales suivant le décret du 17 février 2014. Les conseillers départementaux sont, à compter de ces élections, élus au scrutin majoritaire binominal mixte. Les électeurs de chaque canton élisent au Conseil départemental, nouvelle appellation du Conseil général, deux membres de sexe différent, qui se présentent en binôme de candidats. Les conseillers départementaux sont élus pour 6 ans au scrutin binominal majoritaire à deux tours, l'accès au second tour nécessitant 12,5 % des inscrits au 1er tour. En outre, la totalité des conseillers départementaux est renouvelée. Ce nouveau mode de scrutin nécessite un redécoupage des cantons dont le nombre est divisé par deux avec arrondi à l'unité impaire supérieure si ce nombre n'est pas entier impair, assorti de conditions de seuils minimaux. Dans le Val-de-Marne le nombre de cantons passe ainsi de 49 à 25.
Dans ce cadre, le canton est supprimé, et son territoire rattaché au nouveau canton du Plateau briard.

## Administration
| Période   | Période | Identité              | Étiquette    | Qualité |
| --------- | ------- | --------------------- | ------------ | --- |
| 1967      | 1994    | Paul Redon            | DVD puis UDF | Maire de Marolles-en-Brie (1959 → 1995) Ancien conseiller général du Canton de Boissy-Saint-Léger (1964-1967)                                               |
| mars 1994 | 2001    | Pierre Gravelle       | UDF-PR       | ingénieur mécanicien à la Société française d'équipements pour la navigation aérienne Maire de Villecresnes (1977 → 2001) conseiller régional (1986 → 1992) |
| 2001      | 2015    | Pierre-Jean Gravelle, | UDF puis UMP | Commercial Maire de Villecresnes (2003 → 2008) Fils de Pierre Gravelle Elu en 2015 dans le Canton du Plateau briard                                         |

## Composition

### Période 1967 - 1984
Le canton était alors constitué des communes de Villecresnes, Limeil-Brévannes, Mandres-les-Roses, Marolles-en-Brie, Périgny, Santeny.

### Période 1984 - 2015
À compter de 1984, le canton était constitué des communes de Mandres-les-Roses, Marolles-en-Brie, Périgny, Santeny et Villecresnes 
| Communes          | Population (2012) | Code postal | Code Insee |
| ----------------- | ----------------- | ----------- | ---------- |
| Mandres-les-Roses | 4 117             | 94 520      | 94 047     |
| Marolles-en-Brie  | 5 191             | 94 440      | 94 048     |
| Périgny           | 2 020             | 94 520      | 94 056     |
| Santeny           | 3 740             | 94 440      | 94 070     |
| Villecresnes      | 8 361             | 94 440      | 94 075     |

## Démographie
La démographie du canton, dans sa composition de 1984 à  2015, était la suivante :
| 1962  | 1968  | 1975   | 1982   | 1990   | 1999   | 2009 |
| ----- | ----- | ------ | ------ | ------ | ------ | ---- |
| 5 823 | 7 075 | 11 703 | 14 653 | 20 721 | 22 829 | -    |